# Orlando Cruz
Orlando Cruz est un boxeur professionnel portoricain né le 1er juillet 1981.

## Carrière
En 2000, il participe aux Jeux olympiques de Sydney en tant qu'amateur, avant de passer professionnel en décembre.
En 2012, il devient le premier boxeur professionnel en exercice à se déclarer publiquement homosexuel,. Avant lui, le boxeur canadien Mark Leduc, médaille d'argent aux JO de Barcelone en 1992, a fait son coming out en 1994, après avoir arrêté sa carrière. Par ailleurs, Emile Griffith, dans un entretien au New York Times en 2005, après la fin de sa carrière encore une fois, a révélé sa bisexualité.

## Vie privée
Orlando Cruz a épousé José Manuel Colón en 2013 à Central Park, à New York.